# 岸根町分屯地
岸根町分屯地（きしねちょうぶんとんち）は、神奈川県横浜市港北区岸根町に所在していた陸上自衛隊横浜駐屯地の分屯地である。

## 沿革
- 1955年（昭和30年）12月20日～22日：米軍の高射砲陣地が返還され、市有地は自衛隊に貸与された[1]。

陸上自衛隊横浜駐屯地岸根町分屯地
- 1956年（昭和31年）1月15日：横浜駐屯地開設[2]により岸根町分屯地も開設され、90mm高射砲を装備した第107特科大隊第2中隊が配置[3]。
- 1966年（昭和41年）3月29日：第107特科大隊第2中隊が朝霞駐屯地に移駐し、横浜駐屯地岸根町分屯地が廃止[4]。

その後、市に払い下げられ岸根公園としてオープンした。

## 駐屯していた部隊等
- 1966年（昭和41年）3月29日移駐
  - 第107特科大隊第2中隊：1956年（昭和31年）1月15日から駐屯し、朝霞駐屯地へ移駐。